# Mutiu Adepoju
Mutiu Adepoju (ur. 22 grudnia 1970 w Ibadanie) – nigeryjski piłkarz  grający na pozycji środkowego pomocnika. Nosi przydomek „Headmaster”, ze względu na dobrą grę głową.

## Kariera klubowa

### Początki
Swoją karierę Adepoju zaczynał w rodzinnym mieście Ibadanie, w tamtejszym klubie Femo Scorpions grającym w jednej z niższych lig. Gdy w 1986 roku Adepoju trafił do tego klubu, trenerem był wówczas jego wujek Bayo Adepoju. W 1987 roku Mutiu zadebiutował w pierwszym zespole. Jego talent rozbłysł na tyle, że w swoich szeregach chciał go mieć inny klub z Ibadanu, grający w pierwszej lidze, Shooting Stars FC. W 1988 roku mając niespełna 18 lat zadebiutował w pierwszoligowych rozgrywkach Nigerii. Jego kariera nabierała coraz większego tempa i w 1989 roku na pół roku trafił do stołecznego Julius Berger FC.

### Wyjazd do Europy
Latem tamtego roku z Lagos wyruszył na podbój Europy. Trafił do słynnego Realu Madryt, ale od razu umieszczono go w drużynie B, którą wtedy był zespół CD Castellón. W Segunda División zadebiutował jednak dopiero w kolejnym sezonie, 1990/1991. Na drugim froncie grał jako napastnik i popisywał się skutecznością. Zdobył 19 bramek, ale jego drużynie nie udało się awansować do Primera División. Mimo tak dobrego sezonu nie otrzymał szansy debiutu w pierwszej drużynie Realu i także sezon 1991/1992 spędził w Castellón. Zdobył 8 bramek, ale nie zaliczając nigdy debiutu w Realu odszedł z zespołu „Królewskich” latem 1992. Przeszedł do innej drużyny drugoligowej, Racingu Santander. Pierwszy sezon w baskijskim zespole był udany. Adepoju zdobył 11 goli i przyczynił się do awansu swojego zespołu do Primera División. Na szczeblu ekstraklasy Hiszpanii Adepoju zadebiutował w 1. kolejce ligowej, 29 sierpnia 1993 w zremisowanych 2:2 derbach Kraju Basków z Athletic Bilbao. W pierwszej lidze został już przesunięty z ataku do pomocy. Jako pomocnik zdobył 2 gole w 29 meczach i ze swoim klubem zajął wysokie 9. miejsce w lidze. Sezon 1994/1995 był już trochę mniej udany, gdyż Mutiu stracił trochę czasu na leczenie kontuzji. Zagrał w 21 meczach i zdobył 4 gole. Santander zajął 12. miejsce i pokonał między innymi Barcelonę aż 5:0. Rok później Racing walczył o utrzymanie się i ostatecznie zajął 17. pozycję, 5 punktów przewagi nad strefą spadkową. Adepoju siedmiokrotnie zdobywał bramkę i rozegrał 36 meczów.

### Pobyt w Realu Sociedad
Latem 1996 podpisał kontrakt z innym baskijskim klubem, bardziej utytułowanym, Realem Sociedad. Klub ten miał rozpocząć walkę o europejskie puchary. Skończyło się na 8. miejscu w tabeli, a Mutiu grał z powodzeniem w pierwszej jedenastce i był jednym z najlepszych piłkarzy sezonu w swojej drużynie – 36 meczów, 6 goli. Sezon 1997/1998 nie był już dla Nigeryjczyka udany. Nowym trenerem został Niemiec Bernd Krauss, który niechętnie stawiał na Adepoju. Zagrał on tylko w 21 ligowych meczach, w tym w 9 razy od pierwszych minut i zdobył 2 gole (5:1 z Compostelą oraz 2:2 z Atlético Madryt). W pierwszej połowie sezonu Sociedad miał serię 17 kolejnych meczów bez porażki, a ostatecznie zajął 3. pozycję w lidze, gwarantującą start w Pucharze UEFA. W sezonie 1998/1999 Mutiu tylko 8 razy grał w podstawowym składzie Sociedadu (łącznie 18 meczów) oraz 3 razy zagrał w Pucharze UEFA, za każdym razem jako rezerwowy. W lidze RSSS był na 10. miejscu, a w Pucharze UEFA odpadł w 3. rundzie po dwumeczu z Atlético. Sezon 1999/2000 był ostatnim dla Mutiu w barwach klubu z San Sebastián, z którym zajął 14. pozycję.

### Al-Ittihad, Salamanca i Samsunspor oraz koniec kariery
W 2000 roku Adepoju grał w Arabii Saudyjskiej, w drużynie Al-Ittihad Club, z którą wywalczył mistrzostwo kraju. Rok później powrócił do Hiszpanii. Nie był to jednak udany epizod i w UD Salamanca zagrał tylko 14 meczów, a zespół zajął miejsce w środku tabeli Segunda División. Do lutego 2003 pozostawał bez klubu i wtedy został piłkarzem tureckiego Samsunsporu, gdzie spotkał swojego rodaka Ike Shorunmu. W Tureckiej Superlidze zagrał 8 meczów i z zespołem zajął 8. pozycję. Do stycznia 2004 był bez klubu i wtedy trafił na Cypr do AEL Limassol. W cypryjskiej 1. lidze rozegrał 5 meczów, i zdobył 1 gola. Od 2004 jest graczem drużyny o nazwie CD Cobeña. W 2006 awansował z nią z Tercera División do Segunda División B.
| Sezon   | Klub              | Kraj             | Rozgrywki              | Mecze | Bramki |
| ------- | ----------------- | ---------------- | ---------------------- | ----- | ------ |
| 1986    | Femo Scorpions    | Nigeria          | niższa liga            | ?     | ?      |
| 1987    | Femo Scorpions    | Nigeria          | niższa liga            | ?     | ?      |
| 1988    | Shooting Stars FC | Nigeria          | Nigeria Premier League | ?     | ?      |
| 1989    | Julius Berger FC  | Nigeria          | Nigeria Premier League | ?     | ?      |
| 1989/90 | CD Castellón      | Hiszpania        | Segunda División       | ?     | ?      |
| 1990/91 | CD Castellón      | Hiszpania        | Segunda División       | 37    | 19     |
| 1991/92 | CD Castellón      | Hiszpania        | Segunda División       | 28    | 8      |
| 1992/93 | Racing Santander  | Hiszpania        | Segunda División       | 37    | 11     |
| 1993/94 | Racing Santander  | Hiszpania        | Primera División       | 29    | 2      |
| 1994/95 | Racing Santander  | Hiszpania        | Primera División       | 21    | 4      |
| 1995/96 | Racing Santander  | Hiszpania        | Primera División       | 36    | 7      |
| 1996/97 | Real Sociedad     | Hiszpania        | Primera División       | 36    | 6      |
| 1997/98 | Real Sociedad     | Hiszpania        | Primera División       | 21    | 2      |
| 1998/99 | Real Sociedad     | Hiszpania        | Primera División       | 18    | 0      |
| 1999/00 | Real Sociedad     | Hiszpania        | Primera División       | 14    | 0      |
| 2000/01 | Al-Ittihad Club   | Arabia Saudyjska | Division 1 (SAU)       | ?     | ?      |
| 2001/02 | UD Salamanca      | Hiszpania        | Segunda División       | 14    | 0      |
| 2002/03 | Samsunspor        | Turcja           | Süper Lig              | 8     | 0      |
| 2003/04 | AEL Limassol      | Cypr             | Division A             | 5     | 1      |
| 2004/05 | CD Cobeña         | Hiszpania        | Tercera División       | ?     | ?      |
| 2005/06 | CD Cobeña         | Hiszpania        | Tercera División       | ?     | ?      |
| 2006/07 | CD Cobeña         | Hiszpania        | Segunda División B     |       |        |

## Kariera reprezentacyjna

### Drużyna młodzieżowa
W 1989 roku Adepoju został powołany do kadry reprezentacji Nigerii U-20 na Młodzieżowe Mistrzostwa Świata w Arabii Saudyjskiej. Zapamiętany został zwłaszcza mecz ćwierćfinałowy z ZSRR. Nigeryjczycy przegrywali wówczas 0:4, ale Mutiu z kolegami wzięli się do odrabiania strat i wyciągnęli wynik na 4:4, a potem pokonali Sowietów w rzutach karnych. W półfinale pokonali USA, a w finale przegrywając z Portugalią zdobyli srebrny medal.

### Debiut w reprezentacji
W pierwszej reprezentacji zadebiutował w 1990 roku, w meczu rozegranym 19 sierpnia z Togo w ramach kwalifikacji do Pucharu Narodów Afryki 1992. O mało co debiutu nie okrasił golem, ale tuż przed zmianą piłka po jego strzale z woleja uderzyła w słupek.

### Medal w Pucharze Narodów Afryki 1992
Wystąpił w PNA w 1992 roku rozgrywanym w Senegalu. Nigeria zdobyła brązowy medal w meczu o 3. miejsce, pokonując Kamerun 2:1. Adepoju grał we wszystkich meczach turnieju, jeden raz wpisując się na listę strzelców, w półfinałowym meczu z Ghaną. Był to jednak dla niego bardzo udany turniej. Obok Zambijczyka Derby’ego Makinki okrzyknięto go jedną z rewelacji tych mistrzostw. Po PNA do składu Nigerii wskoczyli jednak Jay-Jay Okocha i Sunday Oliseh i Adepoju był tylko rezerwowym.

### Mistrzostwo Afryki oraz udział w MŚ w USA
W 1994 roku „Super Orły” również grały w kolejnym Pucharze Narodów Afryki rozegranym w Tunezji. Tam Mutiu zdobył jednego gola, w wygranym 3:0 grupowym meczu z Gabonem. Nie wystąpił jednak w wygranym finale z Zambią (2:1). Następnie Adepoju został powołany do 22-osobowej kadry na finały MŚ w USA. Tam zagrał we wszystkich meczach Nigerii, ale za każdym razem jako rezerwowy. Dotarł z Nigeryjczykami do 1/8 finału, gdzie przegrali oni 1:2 po dogrywce z Włochami.

### Występ na mundialu we Francji
W 1998 roku także został powołany do kadry na turniej o mistrzostwo świata – tym razem MŚ we Francji. Już w pierwszym meczu z Hiszpanią w 28. minucie strzałem głową pokonał Andoniego Zubizarretę, a „Super Orły” wygrały 3:2. Zagrał też w drugim grupowym meczu z Bułgarią (1:0). Tym razem Nigeria znów zakończyła swój udział w 1/8 finału, przegrywając aż 1:4 z Danią.

### Puchar Narodów Afryki 2000 oraz trzeci mundial
W 2000 roku był kapitanem Nigeryjczyków na PNA 2000 w zastępstwie chorego na malarię Sundaya Oliseha. Z Nigerią dotarł do finału, ale tam gospodarze przegrali po rzutach karnych z Kamerunem 3:4 (po 120 minutach było 2:2). Festus Adegboye Onigbinde dość niespodziewanie powołał Mutiu na kolejne finały mistrzostw świata – MŚ 2002. Selekcjoner mocno odmłodził skład Nigerii, a Adepoju miał być jednym z nielicznych graczy wnoszących doświadczenie do zespołu. Jednak przez całą fazę grupową, na której udział zakończyła Nigeria, Mutiu ani razu nie pojawił się na boisku.
W kadrze Nigerii Adepoju rozegrał 47 meczów i zdobył 5 bramek.

## Sukcesy
- Mistrzostwo Arabii Saudyjskiej: 2001 z Al-Ittihad
- 3. miejsce w Primera División: 1998 z Realem Sociedad
- Mistrzostwo Afryki: 1994
- Wicemistrzostwo Afryki: 2000
- 3. miejsce w PNA: 1992
- Uczestnik MŚ: 1994, 1998, 2002